# Colacus bicolor
Colacus bicolor är en skalbaggsart som beskrevs av Ohaus 1910. Colacus bicolor ingår i släktet Colacus och familjen Dynastidae. Inga underarter finns listade i Catalogue of Life.